# Catena Argentera-Pépoiri-Matto
La Catena Argentera-Pépoiri-Matto è un massiccio montuoso delle Alpi Marittime. Si trova sul confine tra l'Italia (Piemonte) e la Francia (dipartimento delle Alpi Marittime) e raccoglie le montagne tra il Colle di Finestra ed il Colle della Lombarda.
Prende il nome dalle tre montagne più significative: il Monte Argentera, il Monte Pépoiri ed il Monte Matto.

## Collocazione
Secondo le definizioni della SOIUSA la Catena Argentera-Pépoiri-Matto ha i seguenti limiti geografici: Colle di Finestra, Vallon de la Madone de Fenestre, Val Vesubia, val Tinea, Vallon de Chastillon, Colle della Lombarda, Vallone di Sant'Anna, Valle Stura di Demonte, Valle Gesso, valle Gesso della Barra, Colle di Finestra.

## Classificazione
La SOIUSA definisce la Catena Argentera-Pépoiri-Matto come un supergruppo alpino e vi attribuisce la seguente classificazione:
- Grande parte = Alpi Occidentali
- Grande settore = Alpi Sud-occidentali
- Sezione = Alpi Marittime e Prealpi di Nizza
- Sottosezione = Alpi Marittime
- Supergruppo = Catena Argentera-Pépoiri-Matto
- Codice =  I/A-2.I-B

## Suddivisione

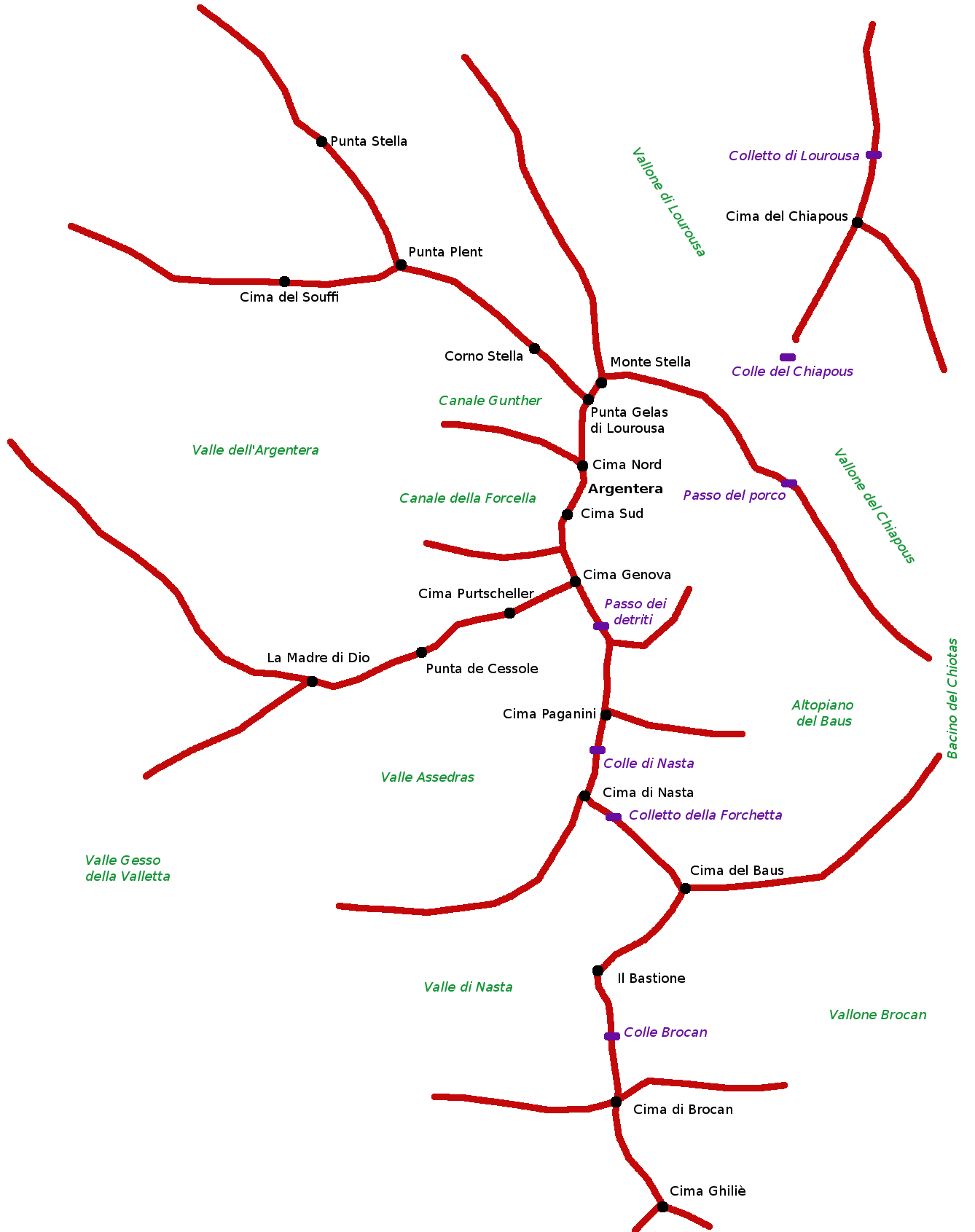
Schema del Gruppo dell'Argentera.

La Catena Argentera-Pépoiri-Matto viene suddivisa in cinque gruppi e dieci sottogruppi:
- Gruppo di Brocan (B.5)
  - Nodo dell'Agnel (B.5.a)
    - Cresta dell'Agnel (B.5.a/a)
    - Contrafforte Fenestrelle-Ciamberline (B.5.a/b)
    - Crestone di Tre Coulpes (B.5.a/c)
    - Costiera dell'Agnellière (B.5.a/d)

  - Catena Ghiliè-Brocan-Nasta (B.5.b)
    - Nodo di Ghiliè (B.5.b/a)
    - Sottogruppo del Pelago (B.5.b/b)
    - Costiera Brocan-Baus (B.5.b/c)
    - Gruppo di Nasta (B.5.b/d)
    - Gruppo del Mercantour (B.5.b/e)
- Gruppo dell'Argentera (B.6)
  - Massiccio dell'Argentera (B.6.a)
    - Serra dell'Argentera (B.6.a/a)
    - Contrafforte Cima Genova-Madre di Dio (B.6.a/b)
    - Contrafforte Corno Stella-Guide (B.6.a/c)

  - Catena dell'Oriol (B.6.b)
    - Costiera della Cima dell'Oriol (B.6.b/a)
    - Sottogruppo dell'Asta (B.6.b/b)
- Gruppo Pagarì di Salèse-Pépoiri(B.7)
  - Nodo di Pagarì di Salèse (B.7.a)
  - Catena Pépoiri-Giraud-Tournairet (B.7.b)
    - Catena Pépoiri-Giraud (B.7.b/a)
    - Catena Chalance-Tournairet (B.7.b/b)
- Gruppo Bresses-Prefouns-Claus(B.8)
  - Nodo di Bresses (B.8.a)
  - Gruppo di Prefouns (B.8.b)
    - Massiccio di Tablasses (B.8.b/a)
    - Massiccio di Prefouns (B.8.b/b)
    - Sottogruppo del Giegn (B.8.b/c)
    - Gruppo del Mont Saint-Sauveur (B.8.b/d)
- Gruppo Malinvern-Matto-Lombarda (B.9)
  - Gruppo Testa Malinvern-Monte Matto (B.9.a)
    - Nodo della Testa di Malinvern (B.9.a/a)
    - Nodo del Monte Matto (B.9.a/b)
    - Contrafforte della Gorgia Cagna (B.9.a/c)

  - Gruppo della Lombarda (B.9.b)
    - Nodo della Lombarda (B.9.b/a)
    - Costiera Orgials-Aver (B.9.b/b)

## Montagne

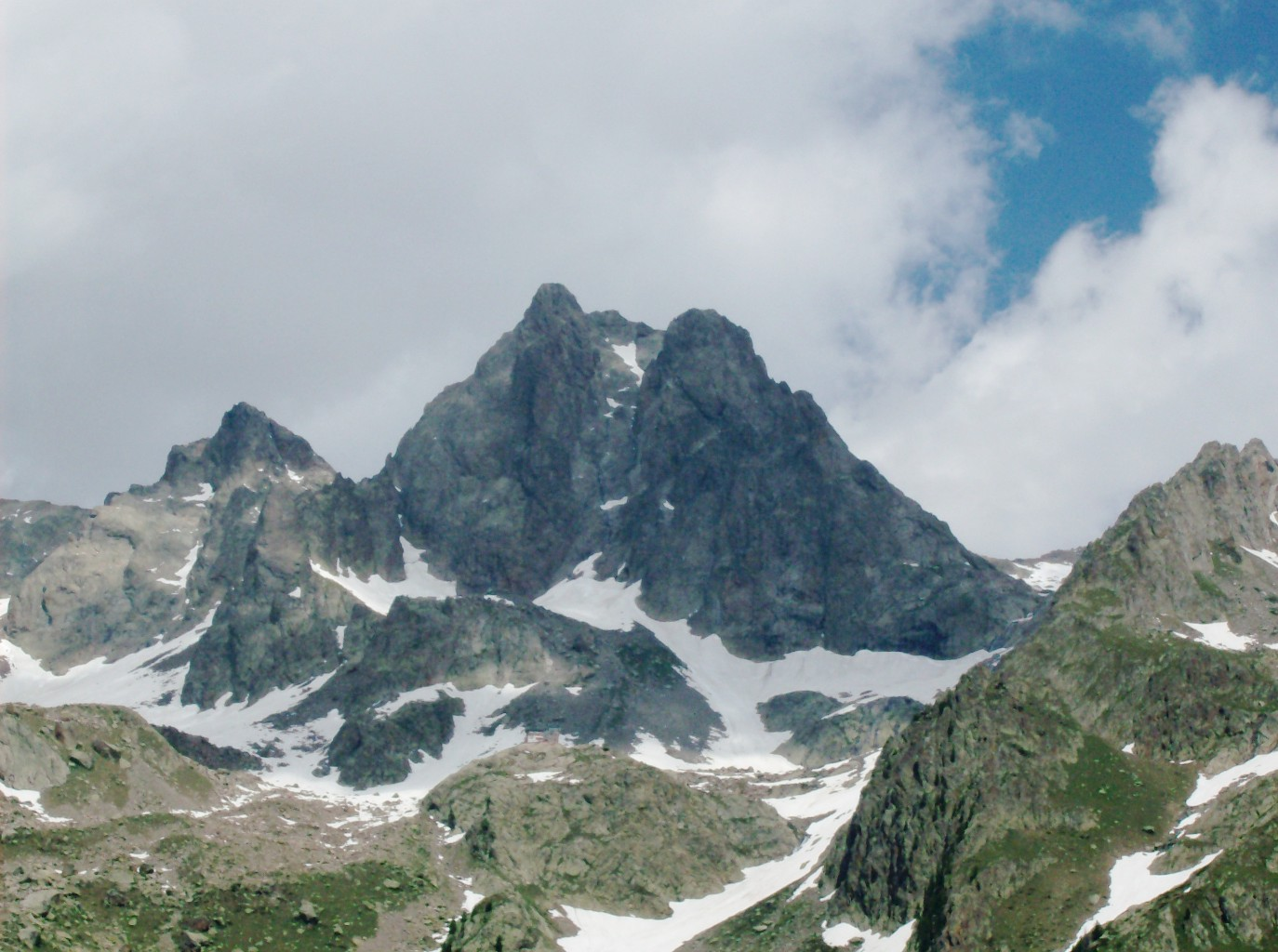
La Cima di Nasta (al centro) e la Cima Paganini (a sinistra).

Le montagne principali appartenenti alla Catena Argentera-Pépoiri-Matto sono:
- Monte Argentera - 3.297 m
- Monte Stella - 3.262 m
- Punta Gelas di Lourousa - 3.261 m
- Cima Genova - 3.191 m
- Cima di Nasta - 3.108 m
- Monte Matto - 3.097 m
- Baus - 3.072 m
- Cima di Brocan - 3.054 m
- Cima Paganini - 3.051 m
- Corno Stella - 3.050 m
- Cima Purtscheller - 3.040 m
- Cima Ghiliè - 2.998 m
- Asta Soprana - 2.950 m
- Cima Oriol - 2.943 m
- Testa Malinvern - 2.939 m
- Cima dell'Agnello - 2.927 m
- Cima di Cougourda - 2.921 m
- Cima Mondini - 2.915 m
- Testa del Claus - 2.889 m
- Punta Giegn - 2.888 m
- Testa Tablasses - 2.851 m
- Caire Prefouns - 2.840 m
- La Madre di Dio - 2.800 m
- Cima della Lombarda - 2.800 m
- Punta Ghigo - 2.800 m
- Punta Maladecia - 2.745 m
- Cima di Fremamorta - 2.731 m
- Cima di Gorgia Cagna - 2.718 m
- Cima Pagarì di Salèse - 2.678 m
- Monte Pépoiri - 2.674 m
- Cima d'Orgials - 2.647 m